# Frequência alélica
Frequência alélica é a frequência relativa de um alelo de um locus numa população. Normalmente expressa-se como uma proporção ou uma percentagem. Em genética populacional, frequências alélicas são usadas para descrever a diversidade genética ao nível do indivíduo, população ou espécie.